# Ледовый дворец (Череповец)
«Ледовый дворец» — спортивно-концертный комплекс в Череповце. Вместимость — 5 536 зрителей.
С начала хоккейного сезона 2006/2007 годов здесь проводит домашние матчи хоккейная команда «Северсталь». С сезона 2009/2010 здесь также проводит свои домашние матчи команда «Алмаз».

## История
Решение о строительстве ледового дворца было принято в 2003 году. Впервые о нём объявил губернатор Вологодской области Вячеслав Позгалев на открытии хоккейного сезона 12 сентября 2003 года после победы «Северстали» над новокузнецким «Металлургом». 8 апреля 2005 года Вячеслав Позгалев принял участие в церемонии закладки первого камня.
Дворец построен компанией Skanska, которая ранее уже занималась возведением ледовых спорткомплексов в Санкт-Петербурге и Ярославле. Сначала спорткомплекс предполагалось назвать «Олимпийский», но это название не понравилось многим череповчанам и Международному олимпийскому комитету.
4 ноября 2006 года в День города Череповца Ледовый дворец принял первых посетителей. Почетными гостями церемонии открытия стали заслуженный мастер спорта Владислав Третьяк, президент Федерации лыжных гонок России Владимир Логинов, в праздничном концерте приняли участие олимпийские чемпионы по фигурному катанию Татьяна Навка и Роман Костомаров.
Первый хоккейный матч на новой арене состоялся 15 ноября 2006 года между командами «Северсталь» и «Сибирь» и окончился со счетом 5:3 в пользу хозяев.

## Характеристики
- Площадь этажей здания — 13 690 м².
- Строительный объём здания — 128 750 м³.
- Максимальная высота здания — 20,3 м
- Площадь прилегающей территории — 33 170 м².
- Количество мест для парковки автомобилей — 212, автобусов — 4.